# Три брати (Рига)

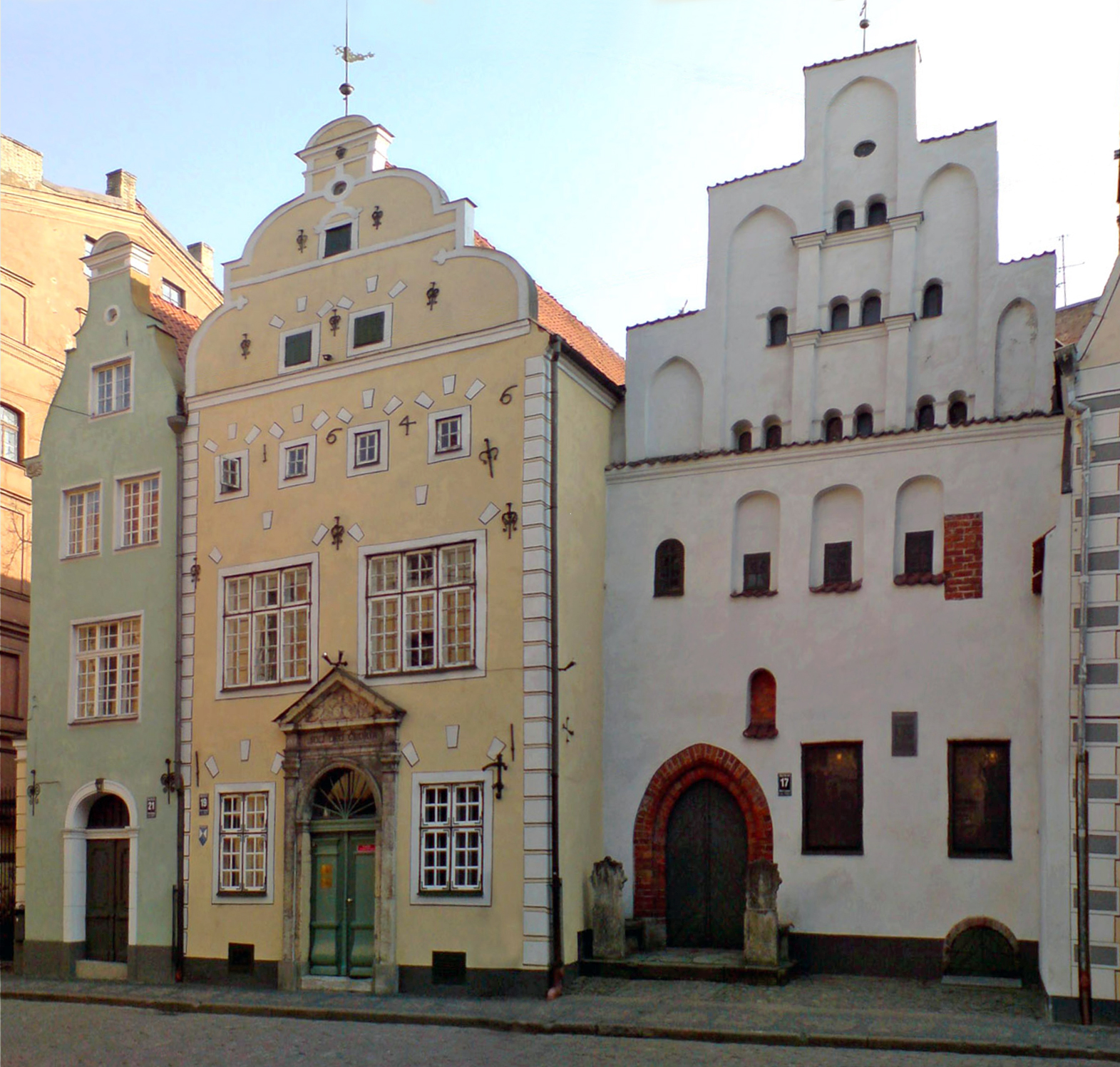
Три брати (справа наліво — № 17, № 19, № 21)

Три брати (латис. Trīs brāļi) — це найстаріший житловий комплекс будівель у Ризі, Латвія, що складається з трьох будинків. Будинки розташовані за номерами 17, 19 та 21 по вулиці Маза Пілс (латис. Mazā Pils iela, букв. Мала замкова вулиця), а кожен з них демонструє різні періоди розвитку будівництва житлових будинків.

## Опис
Будинок № 17 є найстарішим, датується кінцем 15-го ст. Фасад будинку вирізняється ступінчастим фронтоном, готичним орнаментом та декількома деталями раннього Північного Відродження. Початково інтер'єр будівлі складався з однієї великої кімнати внизу та горища, яке використовувалось як склад. Знайдені під штукатуркою фрески на стіні вказують, що можливо будинок спочатку належав родині пекарів.
Фасад сусіднього будинку № 19 датується 1646 роком, а кам'яний портал був доданий 1746 року. Стиль будинку демонструє вплив голландського Маньєризму.
Останній з трьох, будинок № 21, —  це вузька барочна будівля, яка отримала сучасний вигляд десь наприкінці 17 ст.
«Три брати» були значною мірою знищені у Другій світовій війні та відбудовані у повоєнні роки (1955-57 рр.) архітектором П.Саулітісом. При реставрації до будинків були додані декілька елементів з інших знищених будинків Риги відповідних періодів — маскарони, кам'яні лави порталу у формі левів тощо.
Сьогодні у комплексі «Три брати» розташовується Державна інспекція захисту культурної спадщини Латвії та Латвійський музей архітектури.

## Галерея

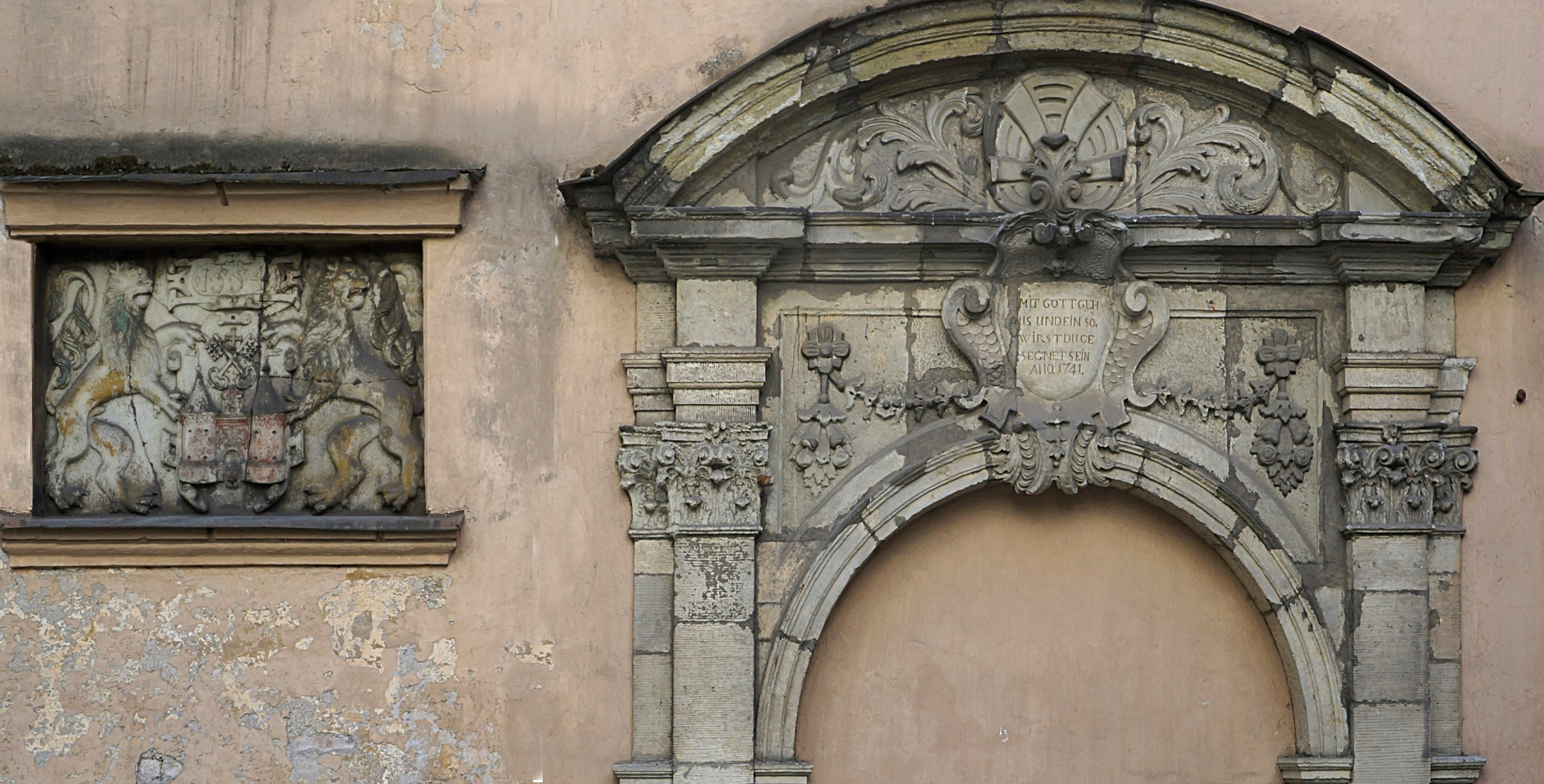
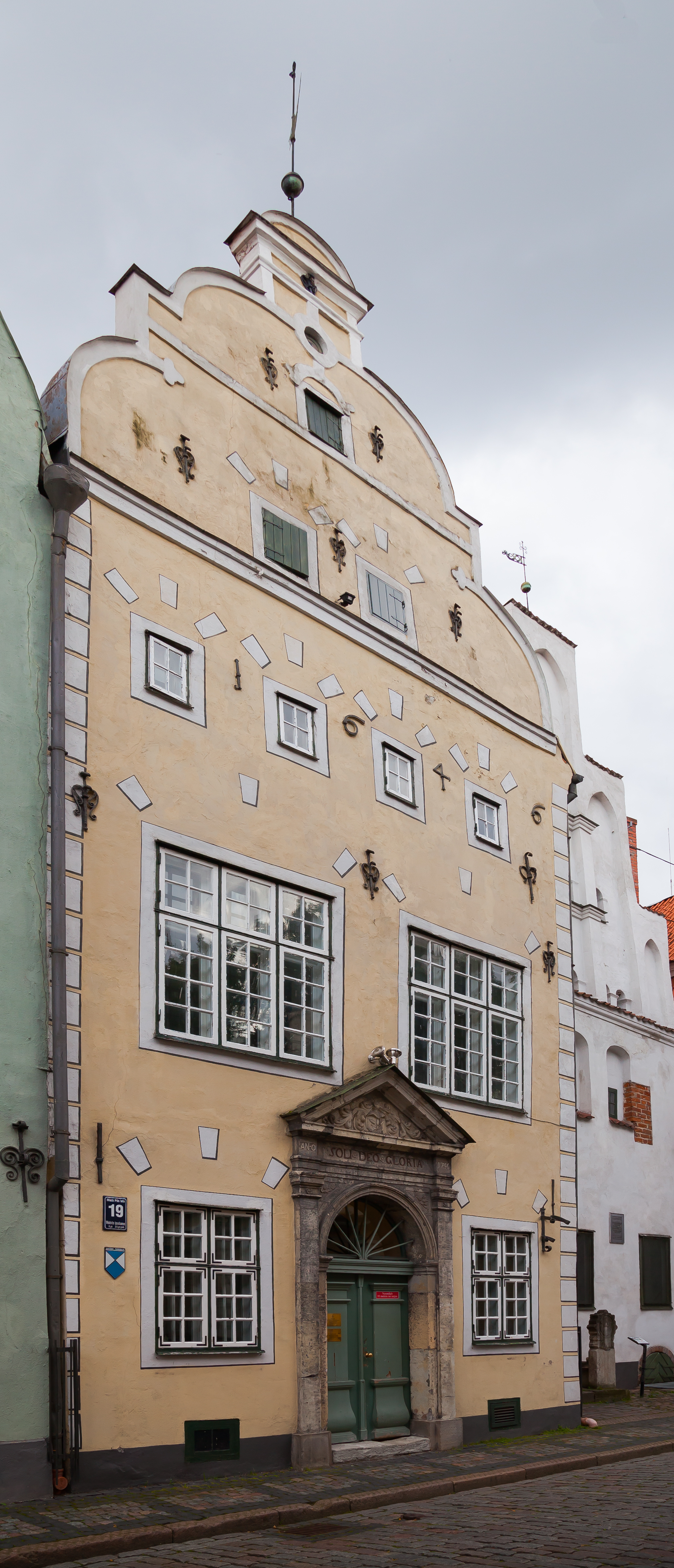
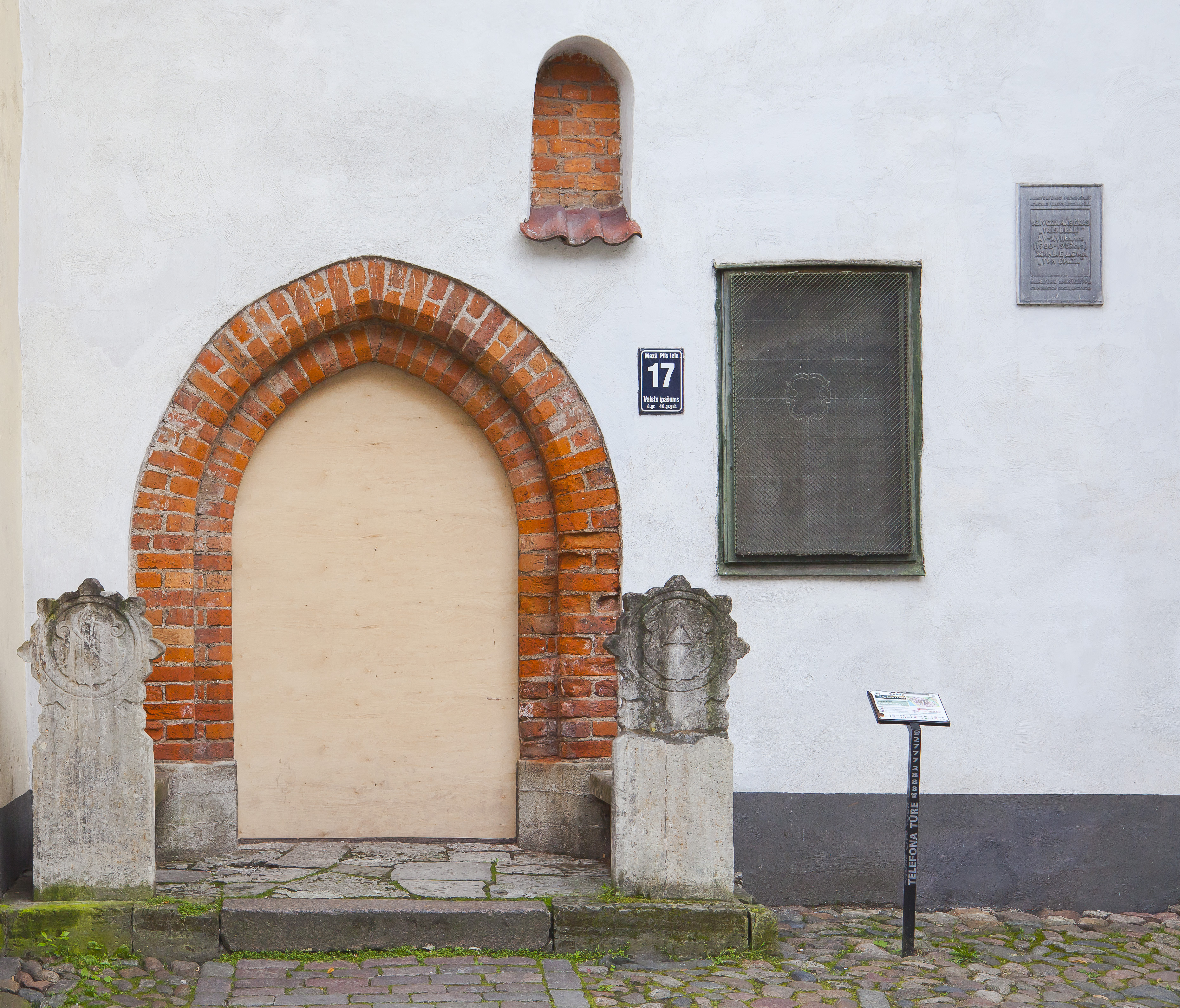